# Katrina Grey
Katrina Grey (* 11. Januar 1991 in Ilava, ČSFR als Katrina Greguskova) ist eine slowakische Schauspielerin, Drehbuchautorin, Filmregisseurin, Filmproduzentin und Model.

## Leben
Grey wurde am 11. Januar 1991 in Ilava in der damaligen ČSFR auf einer kleinen Farm geboren. Sie besuchte von 2006 bis 2010 das Gymnazium Ludovita Stura in Trenčín und erhielt ein Stipendium des Rotary International, um in Mexiko von 2008 bis 2009 am Colegio de Chihuahua zu lernen. Dort wirkte sie in mehreren Theaterstücken und in Musicals auf Spanisch mit und erhielt den Preis für die beste Darbietung im Musical Cats auf Spanisch. Nach ihrer Zeit in Mexiko begann sie 2010 ihr Studium an der Mendel-Universität Brünn in Tschechien, das sie 2013 mit dem Bachelor abschloss. Von 2014 bis 2015 machte sie ihren Master of Business Administration an der Kasetsart-Universität in Bangkok, Thailand. Von 2018 bis 2020 machte sie an der Mendel-Universität Brünn ihren Master in Development Economics. Neben ihren Muttersprachen Slowakisch und Tschechisch spricht sie fließend Englisch, Spanisch, Französisch und hat gute Russischkenntnisse.

## Karriere
Einem breiten Publikum wurde Grey durch erste Rollen in Theater- und Musicalproduktionen während ihrer Zeit in Mexiko zwischen 2008 und 2009 bekannt. Im Sommer 2013 wurde sie in einer Ausgabe der Honolulu Street Pulse als Model abgelichtet. Es folgten Tätigkeiten als Model in verschiedenen Fernsehwerbungen. 2014 wirkte sie im thailändischen Kurzfilm Return of the Golden Lily mit. Während dieser Zeit lebte sie in Bangkok. Eine erste größere Rolle in einem Spielfilm erhielt sie 2016 in Hard Target 2 als Kay Sutherland. Im selben Jahr war sie in der französischen Filmproduktion Brice 3 in einer Nebenrolle zu sehen. 2017 stellte sie im Film Troy: The Odyssey die Rolle der Helena dar. Im selben Jahr übernahm sie im Experimentalfilm Brutal die Rolle der Anna. 2020 spielte sie im Film Daytime Nightmare die Rolle der Lucy und war außerdem für das Drehbuch, die Regie und die Produktion zuständig. Sie ist Gründerin von Grey Films. 2021 wirkte sie in insgesamt zwei Episoden der Miniserie Die Schlange in der Rolle der Vanessa Knippenberg mit. Im selben Jahr mimte sie mit der Rolle der Sheila eine der Hauptrollen im Tierhorrorfilm Shark Huntress. Für diesen Film fungierte sie außerdem als Produzentin. Im Folgejahr spielte sie im Actionfilm Fistful of Vengeance mit.

## Filmografie (Auswahl)

### Schauspiel
- 2014: Return of the Golden Lily (Kurzfilm)
- 2015: Robinson Sweden TV Show Promo (Fernsehserie)
- 2016: Hard Target 2
- 2016: Brice 3
- 2016: The Last Assignment/Ib Ntsais Muang 2
- 2017: Locked Up
- 2017: Ghost House
- 2017: Troy: The Odyssey
- 2017: Brutal
- 2018: Future Sex (Miniserie, Episode 1x03)
- 2018: Vampire Reborn
- 2018: Eullenia (Fernsehserie, Episode 1x01)
- 2020: Daytime Nightmare
- 2021: Die Schlange (The Serpent, Miniserie, 2 Episoden)
- 2021: Zombie Infection – Belaban Hidup
- 2021: Extraordinary Siamese Story: Eng and Chang (Fernsehserie, Episode 1x01)
- 2021: Shark Huntress
- 2022: Decline
- 2022: Fistful of Vengeance

### Filmschaffende
- 2020: Daytime Nightmare (Drehbuch, Regie, Produktion)
- 2021: Shark Huntress (Produktion)